# Панасьєв Микола Лаврентійович
Мико́ла Лавре́нтійович Пана́сьєв  (*9 травня 1918 — †18 липня 1980) — український актор, Народний артист УРСР.

## Біографія
Народився 9 травня 1918 року в Києві.
У 1941 році закінчив драматичну студію при Театрі імені Івана Франка, де потім і працював.
У 1971 році отримав звання Народний артист УРСР.
Помер 18 липня 1980 року в Києві.

## Фільмографія
Актор:
- 1952: «В степах України» / В степях Украины — Пуп
- 1955: «Пригоди з піджаком Тарапуньки» / Приключения с пиджаком Тарапуньки
- 1955: «Одного чудового дня» / В один прекрасный день — Володя Будякін, зоотехнік
- 1957: «Правда» / Правда — начальник станції
- 1957: «Кінець Чирви-Козиря» / Конец Чирвы-Козыря — Горох, комнезамовець
- 1957: «Штепсель одружує Тарапуньку» / Штепсель женит Тарапуньку — вахтер
- 1957: «Сто тисяч» / Сто тысяч — Клим
- 1959: «Якщо любиш» / Если любишью…
- 1959: «Літа молодії» / Годы молодые — черговий по вокзалу
- 1962: «Королева бензоколонки» / Королева бензоколонки — Валерій Грач
- 1963: «Рибки захотілось» / Рыбки захотелось… — Подлінський
- 1964: «Фараони» / Фараоны — Онисько
- 1966: «Бур'ян» / Бурьян — Яків
- 1967: «Вій» / Вий — розрадник
- 1969: «Варчина земля» / Варькина земля — Петро
- 1972: «Рим, 17...» / Рим, 17… — Максим Діодоров
- 1978: «Дипломати мимоволі» / Дипломаты поневоле — Петро Петрович Носач, керуючий «Сільгосптехнікою»
- 1978: «Бачу ціль» / Вижу цель — епізод

Озвучування:
- 1963: «Заєць та їжак» (мультфільм) / Заяц и еж
- 1970: «Некмітливий горобець» (мультфільм) / Несмышлёный воробей